# Гипсование почв
Гипсова́ние почв — применяемое в сельскохозяйственных целях внесение в почву гипса. Эта процедура позволяет удалить из почвы избыток обменного натрия, отрицательно влияющего в первую очередь на физические свойства почвы. Гипсование является одним из способов химической мелиорации солонцов и солонцеватых почв.
В результате гипсования натрий, растворённый в почве, замещается кальцием. В итоге улучшаются физические, физико-химические и биологические свойства почвы, что благоприятно сказывается на её плодородии.
Дозировка гипса определяется тем, какое количество натрия должно быть замещено кальцием в корнеобитаемом слое почвы. Обычно это от 3 до 15 тонн на гектар. Больше всего гипса требуется на содовых солонцах. Гипс вносится в два приёма: первый раз перед вспашкой, второй — после неё под культивацию. На солонцеватых почвах, в которых меньше натрия, чем в солонцах, гипс вносится в меньших дозах. Гипсование проводится совместно с агротехническими мероприятиями, такими, как глубокая вспашка, орошение, внесение органических удобрений, задержание талых вод и снега, посев многолетних трав.
Для целей гипсования в основном применяется сыромолотый гипс, отходы производства удобрений (фосфогипс), отходы содовой промышленности. Мелиоративный период солонцов, подвергнутых гипсованию, составляет 8—10 лет в неорошаемых условиях и от 5 до 6 лет при орошении. В чернозёмной зоне без орошения прибавка урожайности зерновых составляет от 3 до 6 центнеров с гектара, а в зоне каштановых почв — от 2 до 7 центнеров с гектара. Эффективность гипсования орошаемых почв выше, чем неорошаемых.